# 블라세니차 지방

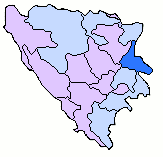
블라세니차 지방의 위치

블라세니차 지방(세르비아어: Власеничка регија, 보스니아어: Vlasenička regija, 크로아티아어: Vlasenička regija)은 보스니아 헤르체고비나를 구성하는 국가 및 지역인 스릅스카 공화국에 속해 있는 지방 가운데 하나로, 행정 중심지는 즈보르니크이며 보스니아 헤르체고비나 북동부에 위치한다. 세르비아와 국경을 접한다.

## 지방 자치체
7개 지방 자치체를 관할한다.
1. 브라투나츠 (Bratunac)
2. 밀리치 (Milići)
3. 오스마치 (Osmaci)
4. 스레브레니차 (Srebrenica)
5. 셰코비치 (Šekovići)
6. 블라세니차 (Vlasenica)
7. 즈보르니크 (Zvornik)